# شبيكيات الأجنحة المبهجة
شبيكيات الأجنحة المبهجة أو الديلاريات أو ديلاريدي (الاسم العلمي: Dilaridae)، فصيلة حشرات من رتبة عرقيات الأجنحة. وضعت سابقًا ضمن الفصيلة العليا أسديات الأرق. تضم حوالي 9 أجناس وما لا يقل عن 100 نوع موصوف في شبيكيات الأجنحة المبهجة. معظمها من البلاد الأمريكية وبعضها منتشر في حوض البحر الأبيض المتوسط وفي الهند وآسيا الجنوبية.